# Mauricio Vallejo Marroquín
Edgar Mauricio Vallejo Marroquín (Tonacatepeque, El Salvador, 28 de diciembre de 1958 - Antiguo Cuscatlán, El Salvador, 4 de julio de 1981). fue un poeta, escritor, cantautor e ideólogo salvadoreño. fue un prolífico poeta, escritor, cantautor e ideólogo salvadoreño

## Biografía

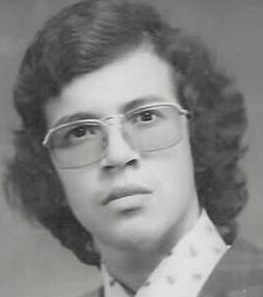
fue un prolífico poeta, escritor, cantautor e ideólogo salvadoreño

Mauricio Vallejo Marroquín  Nació el  28 de diciembre de 1958 en la ciudad de Tonacatepeque al suroeste de San Salvador El Salvador desde su infancia creció en contacto con la vida rural en Tonacatepeque, fue influenciado fuertemente por Salvador Salazar Arrué, a quien admiraba en gran manera,  el joven Vallejo desarrolló una literatura costumbrista de corte urbana propia que incorpora elementos de la vida rural y contenido político-social. Además de implicarse como dirigente de las Fuerzas Populares de Liberación Farabundo Martí (FPL) y en diversas organizaciones estudiantiles y civiles; lo que sin duda influenció su obra y le valió la persecución y su desaparecimiento. De hecho, tal como lo asegura en sus ensayos Alfonso Velis Tobar, Vallejo “utiliza, un estilo de jerga costumbrista, del habla salvadoreña, de ambiente rural, lenguaje urbano, de contenido político y estampas que describe tiene huellas de un realismo social o realismo crítico al mismo tiempo.”
A pesar de su corta edad era conocido en su tiempo y publicaba semanalmente en periódicos y revistas nacionales e internacionales, tales como en la Revista Dominical de la Prensa Gráfica entre 1976 hasta la fecha en que le desaparecieron, en la Prensa Literaria Centroamericana y en revistas y periódicos de América Latina.  

### Secuestro y muerte
Fue secuestrado el día 4 de julio de 1981, cuando salía de la Universidad Centroamericana “José Simeón Cañas”. Fue torturado y asesinado a sus 23 años, sin que a la fecha (2018) se conozca en donde quedaron sus restos.Sin embargo, tras su desaparición también fue silenciado su nombre y su obra por algunos de sus colegas coetáneos y por editoriales.

## Movimientos literarios a los que perteneció
Su vida literaria fue muy activa, lo que le llevó a formar parte del Movimiento de Cultura Popular (MCP), en donde coordinó la revista literaria Pancarta, junto con Rigoberto Góngora. También perteneció al grupo La Cebolla Púrpura, a la par de Jaime Suárez Quemain, Rigoberto Góngora, Nelson Brizuela y David Hernández; y perteneció al consejo editorial de la EDUCA (Editorial Universitaria Centroamericana de Costa Rica).
Mauricio Vallejo pertenece a la Generación Olvidada de escritores de El Salvador de inicios de la década de 1980 que abrieron el telón a la guerra civil, junto con Jaime Suárez Quemain (1949-1980), Lil Milagro Ramírez (19451979), Alfonso Hernández (1948-1988), Rigoberto Góngora (1953-1981), Nelson Brizuela (1955-1990) y Delfy Góchez (1958-1979). Esta generación, como anota Mauricio Vallejo Márquez, es "un eslabón desconocido que hacía imposible enlazar a la Generación Comprometida de las nuevas promociones de literatos" 

## Acerca de su obra

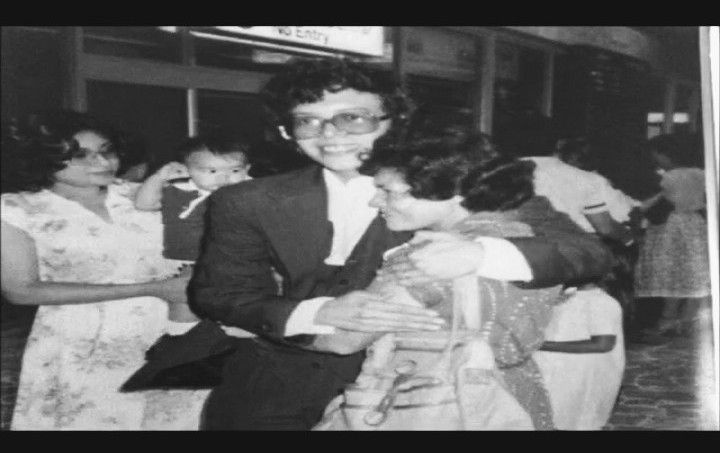
Junto con Roque Dalton y Claudia Maria Jovel, se le integra dentro de los llamados “poetas mártires” de El Salvador, entre los que se encuentran también, entre otros Amílcar Colocho, Delfina Góchez Fernández, Alfonso Hernández, Lil Milagro Ramírez, Leila Patricia Quintana, Jaime Suárez Quemain y Mauricio Vallejo.

Mucha de la obra del “muchacho Vallejo” se dice que fue quemada y desaparecida por el temor a la represión de las fuerzas militares y paramilitares a quienes les encontraban escritos de personas perseguidas como lo fue Mauricio Vallejo. No obstante, parte de su obra se conserva en hemerotecas y a manera de fotocopias, manuscritos y obra mecanografiada. Otra parte importante de su obra fue enterrada en el traspatio de una casa cercana a la Universidad de El Salvador, donde permaneció por casi 18 años.
Es así como después de 37 años y de ser guardada bajo tierra, se publica uno de sus poemarios:
- “Cosita linda que sos” (La Fragua Ediciones, 2017): dedicado a su esposa Patricia  Márquez, a quien dejó viuda junto a su hijo el también escritor y poeta Mauricio Vallejo Márquez. La publicación de “Cosita linda que sos” ha sido un esfuerzo de su familia y de amistades para rescatar el nombre de uno de sus escritores silenciados en el conflicto armado.
- Años atrás La Fragua Ediciones publicó el plaquette “De Vallejo a Vallejo”, en el que se publica parte de su obra y se incluyen trabajos de su hijo.
- “Balta” (1980), que fue una novela breve mimeografiada en folleto, en donde su personaje principal es un activista político revolucionario que participa en las actividades de las organizaciones populares contra la injusticia de su país. La novela es un testimonial de los grandes problemas de El Salvador que desatan un conflicto armado en los años 80´s. “Balta” fue prohibida en El Salvador y ha sido considerada la obra más conocida de Mauricio Vallejo, ya que a inicios de los 80´s circularon copias mimeografiadas.
- Mauricio Vallejo también se dedicó al ensayo, uno de los que se publicó en 1977 fue “Rumbo a la identidad narrativa (Revista Dominical de la Prensa Gráfica), publicado en cuatro partes.

## Obras

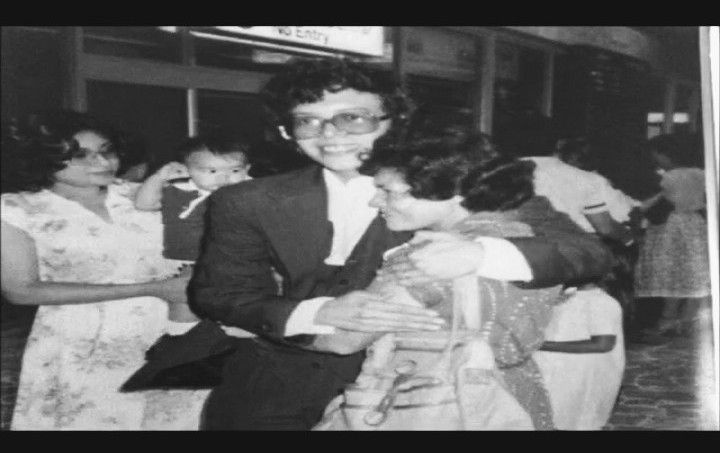
Mauricio Vallejo Marroquin durante su boda en 1970s

### Poesía
Entre sus obras de poesía se encuentran: 
- Fantasía como juego en el vidente (La Fragua Ediciones, 2017).

- Cosita linda que sos (La Fragua Ediciones, 2017).
- Oraciones bordadas en el templo.
- Volcancito llorón de Plumas.

### Cuentos
Entre sus cuentos se conocen:
- Chalatenango nariz de mango.
- Pin pirulino.
- Siete cuentos y un pecado.
- Los pasos del jaguar.
- A Lilo Cabrero lo vieron tristón.

### Novela
En el género novela se le conoce:
- 1980 Balta

### Ensayo
- 1977 Rumbo a la identidad narrativa  (Revista Dominical de la Prensa Gráfica), publicado en cuatro partes.